# Cornelis Schut I
Cornelis Schut I (Anversa, 13 maggio 1597 – Anversa, 29 aprile 1655) è stato un pittore, disegnatore e incisore fiammingo del periodo barocco.

## Biografia

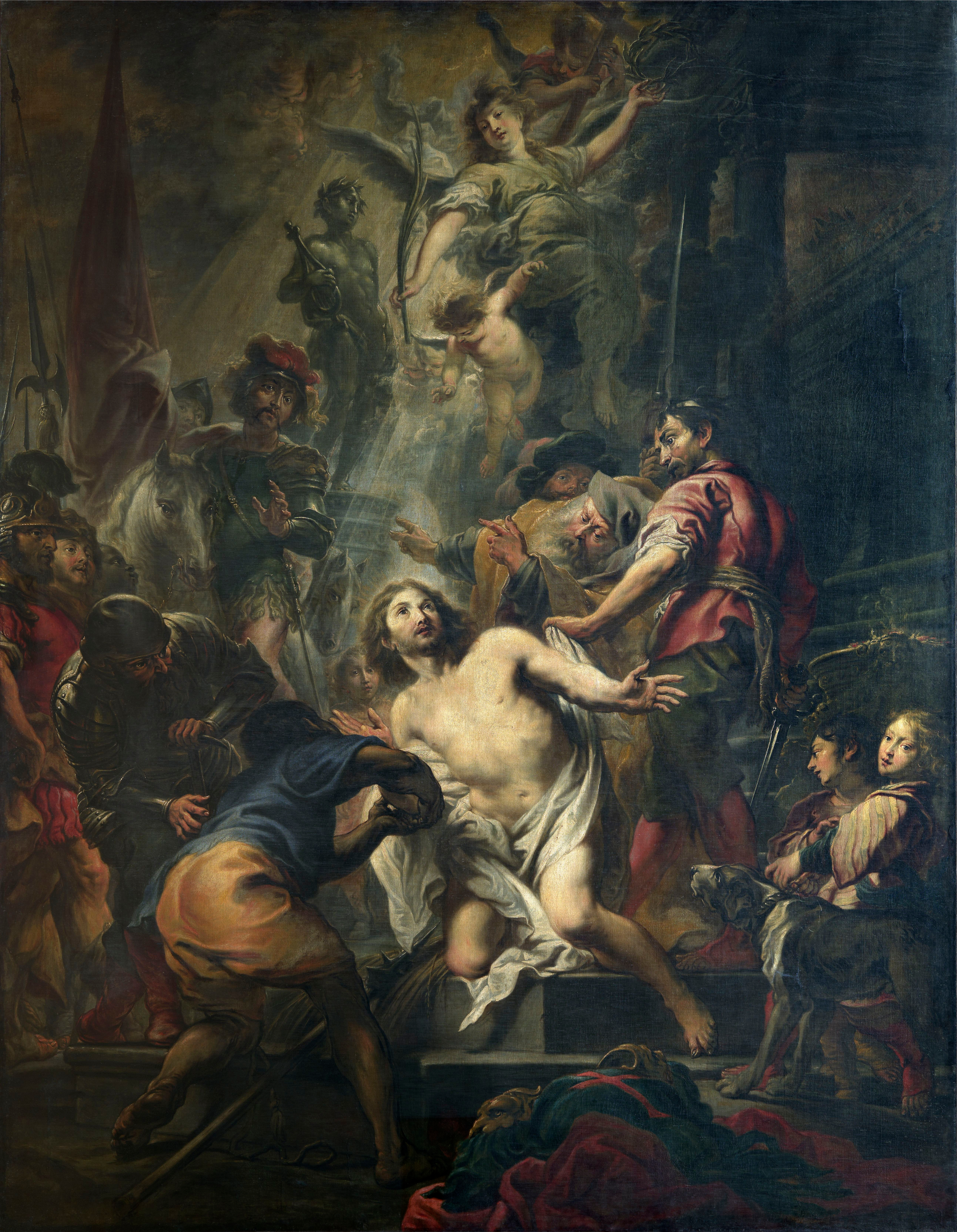
La decapitazione di San Giorgio

Cornelis Schut nacque ad Anversa come figlio di Willem Schut e Suzanna Schernilla. Non ci sono documenti sulla sua formazione artistica. Viene menzionato per la prima volta come allievo di Peter Paul Rubens dallo storico del XVIII secolo Jacob Campo Weyerman. Anche se la rilevanza scientifica delle fonti di Weyerman è messa in discussione, si presume comunque che Schut sia stato un allievo di Rubens, poiché Rubens era esentato dal registrare i suoi allievi presso la corporazione di San Luca di Anversa. Poiché i primi lavori di Schut sono più vicini allo stile del principale pittore di storia di Anversa Abraham Janssens, una qualche connessione con la bottega di Abraham Janssens potrebbe essere esistita, anche se questo non prova che fosse un allievo di Janssens. Nel 1618-1619 entrò a far parte della Corporazione di San Luca di Anversa. Intorno al 1634-1635 pagò 200 fiorini per l'esenzione perpetua dal prestare servizio come decano della Gilda, carica che senza dubbio richiedeva di dedicarvi parecchio tempo.

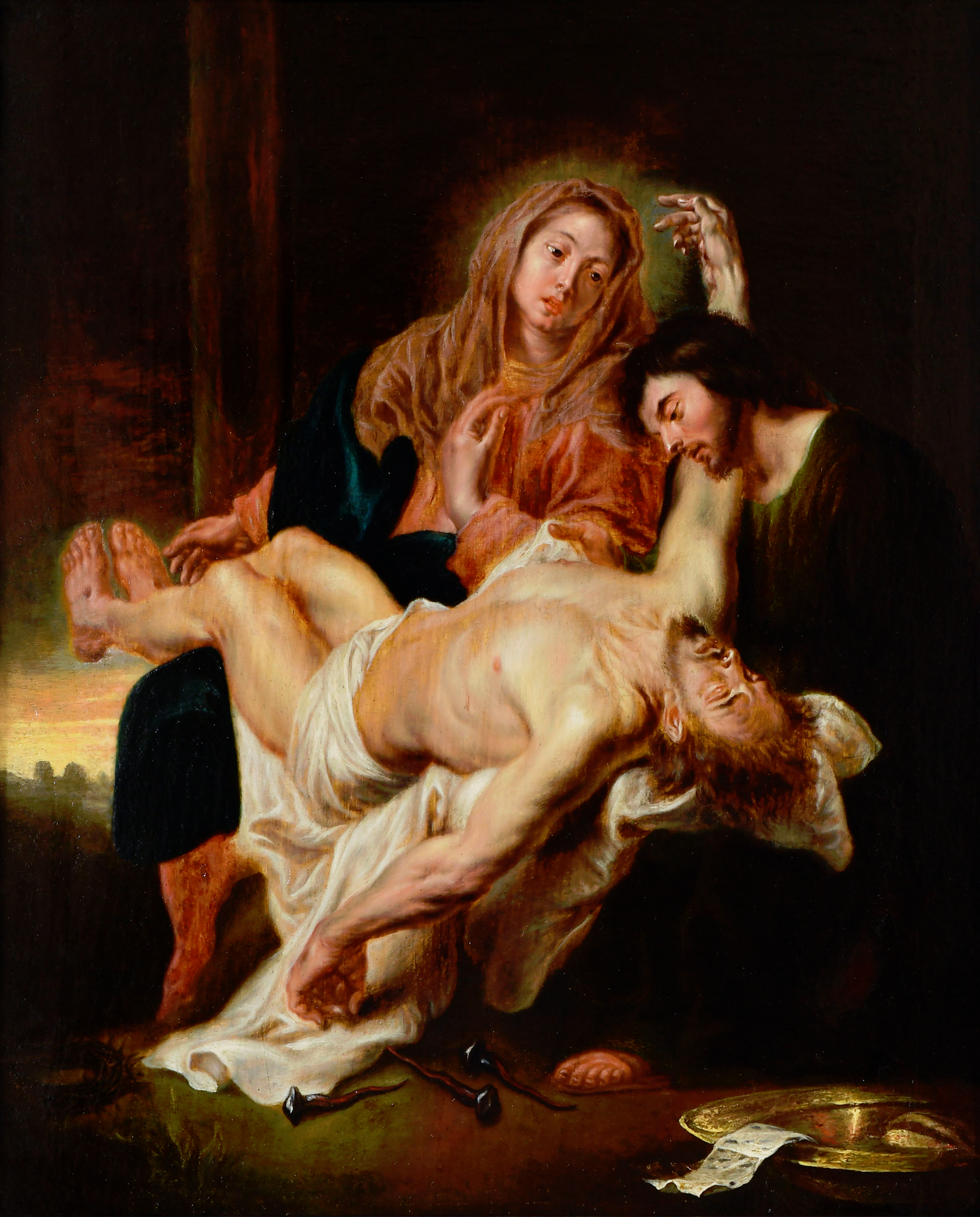
Pièta

In una delle sue prime opere, l'Adorazione dei Magi, si nota l'influenza di Abraham Janssens, anche se non è certo che questi sia stato suo maestro.
Dal 1624 al 1627 visse a Roma, dove fu tra i fondatori della Schildersbent e dove lavorò sotto la protezione del mercante fiammingo Pieter de Vischere, la cui abitazione di Frascati affrescò con scene mitologiche. Apparteneva anche alla cerchia di Vincenzo Giustiniani a Roma: due dei suoi primi dipinti, l'Adorazione dei Magi e Il massacro degli Innocenti facevano parte della collezione di Giustiniani.
Durante questi anni, Schut eseguì anche opere di piccole dimensioni rappresentanti scene mitologiche e temi allegorici, forse predisposte per il mercato aperto.
Nel 1628 si stabilì a Firenze dove disegnò cartoni per l'Arazzeria Medicea.
Schut adottò e mantenne per tutta la sua carriera lo stile barocco sviluppato a partire dal 1625 da pittori come Pietro da Cortona ed il Guercino. Caratteristiche di questo stile sono il forte senso dell'animazione ed il pathos espressi tramite l'utilizzo della luce e del colore. Lo stile di Schut presenta anche elementi del tardo manierismo come il raccorciamento esasperato del primo piano, accentuati contrasti di luce, esagerate espressioni facciali, rivelando così una certa affinità con le opere di Federico Barocci, artista importante nell'evoluzione della pittura barocca.
Schut adottò anche elementi della tendenza classicistica rappresentata dal Domenichino e da Guido Reni.
Secondo la Treccani Online e il Wornum, l'artista fu un seguace di Rubens. Collaborò inoltre con Daniel Seghers eseguendo figure al centro dei medaglioni in cui il Seghers dipingeva ghirlande di fiori (Museo del Prado).

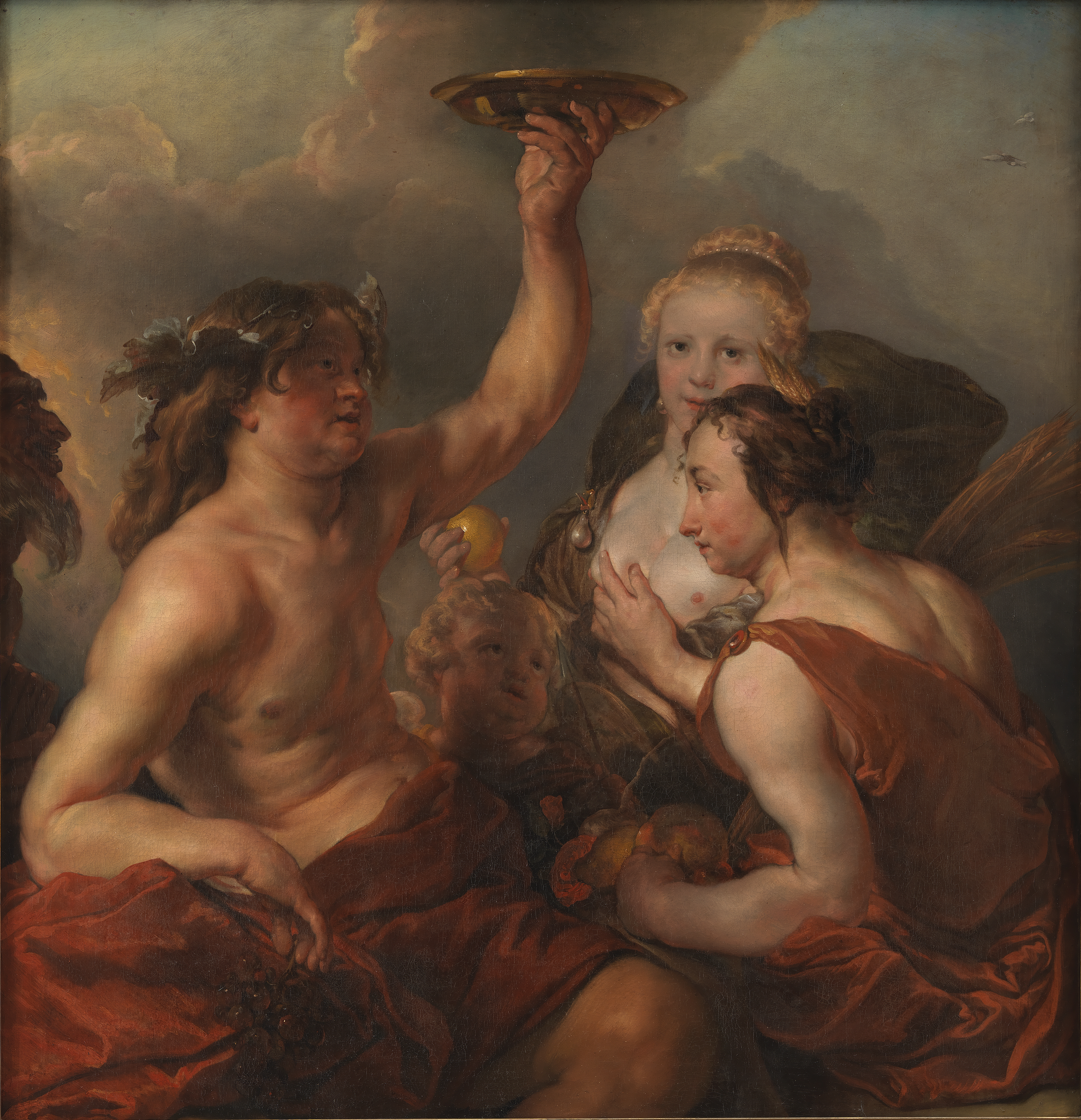
Bacco, Cerere e Venere

In un documento datato 28 agosto 1628, concernente i beni trovati in casa Rubens dopo la morte della sua prima moglie Isabella Brandt, è registrato l'importo di 17 fiorini dovuti a Cornelis Schut per opere eseguite. Da ciò si evince una collaborazione di Schut con Rubens, anche se non è chiaro se questo rapporto fosse continuativo o meno.

## Opere
- L'incoronazione della Vergine, olio su tela, 229 x 203 cm, 1630
- Ratto di Europa, olio su tela, 61 x 84 cm, 1640-1642, Museo dell'Ermitage, San Pietroburgo[6]
- Le sette arti liberali, arazzo, 366 x 519 cm, 1675 c., Gruuthuse Museum, Bruges[7]
- La battaglia di Nördlingen, olio su tela
- Susanna e i vecchioni, olio su tela, 118,7 x 107,5 cm[8]
- Ghirlanda di fiori con Gesù Bambino, olio su legno, 124 x 102 cm, in collaborazione con Daniel Seghers o Jan Bruegel il Giovane[9]
- Decollazione di San Giorgio[2]